# جیمز پلزنتز
جیمز پلزنتز (به انگلیسی: James Pleasants) سناتور سابق عضو حزب دموکرات-جمهوری‌خواه بود. وی در سال ۱۸۱۹ تا ۱۸۲۲ میلادی سناتور ایالت ویرجینیا در سنای ایالات متحده آمریکا بود.